# Полет 702 на „Етиопиън Еърлайнс“
Полет 702 на „Етиопиън Еърлайнс“ е редовен пътнически полет от международното летище „Адис Абеба Боле“ в Адис Абеба, Етиопия до Милано през Рим. На 17 февруари 2014 г. докато самолетът лети над Судан на път за международното летище „Рим-Фиумичино“, капитанът излиза от пилотската кабина, за да използва тоалетната и вторият пилот Хайлемедхин Абера Тегегн заключва вратата на пилотската кабина и продължава да управлява самолета. След това той изпраща кодиран сигнал, с който обявява, че именно той отвлича самолета.
Вместо да пристигне в Рим, преди да продължи до летище „Малпенса“ в Милано, Италия, самолетът е откаран до Женева, Швейцария. Вторият пилот кръжи няколко пъти, докато общува с контрола на въздушното движение на международното летище „Женева“ и се опитва да договори политическо убежище за себе си и уверение, че няма да бъде екстрадиран в Етиопия. В 06:02 ч. местно време самолетът каца на международното летище в Женева с около 10 минути оставащо гориво и един изключен двигател. Вторият пилот се предава на властите.
През май 2014 г. швейцарското правителство отхвъря искането на етиопското правителство за екстрадиране на Хайлемедхин Абера Тегегн в Етиопия. Швейцарските власти първоначално съобщават, че той ще бъде изправен пред съда, но през 2015 г. след прокурорско решение се съобщава, че вторият пилот няма да бъде преследван. През март 2015 г. етиопският върховен съд в Адис Абеба осъжда задочно Хайлемедхин Абера Тегегн на 19 години и шест месеца затвор.
Проблемите в противовъздушната отбрана на Швейцария стават очевидни от този инцидент. Въпреки че предложението за подобряване е в ход, отвличането довежда до организация за 24-часова готовност и от 4 януари 2016 г. два швейцарски изтребителя са в постоянна такава.